# 11696 Capen
A 11696 Capen (ideiglenes jelöléssel 1998 FD74) a Naprendszer kisbolygóövében található aszteroida. A LONEOS projekt keretében fedezték fel 1998. március 22-én.